# Slag op het Haarlemmermeer

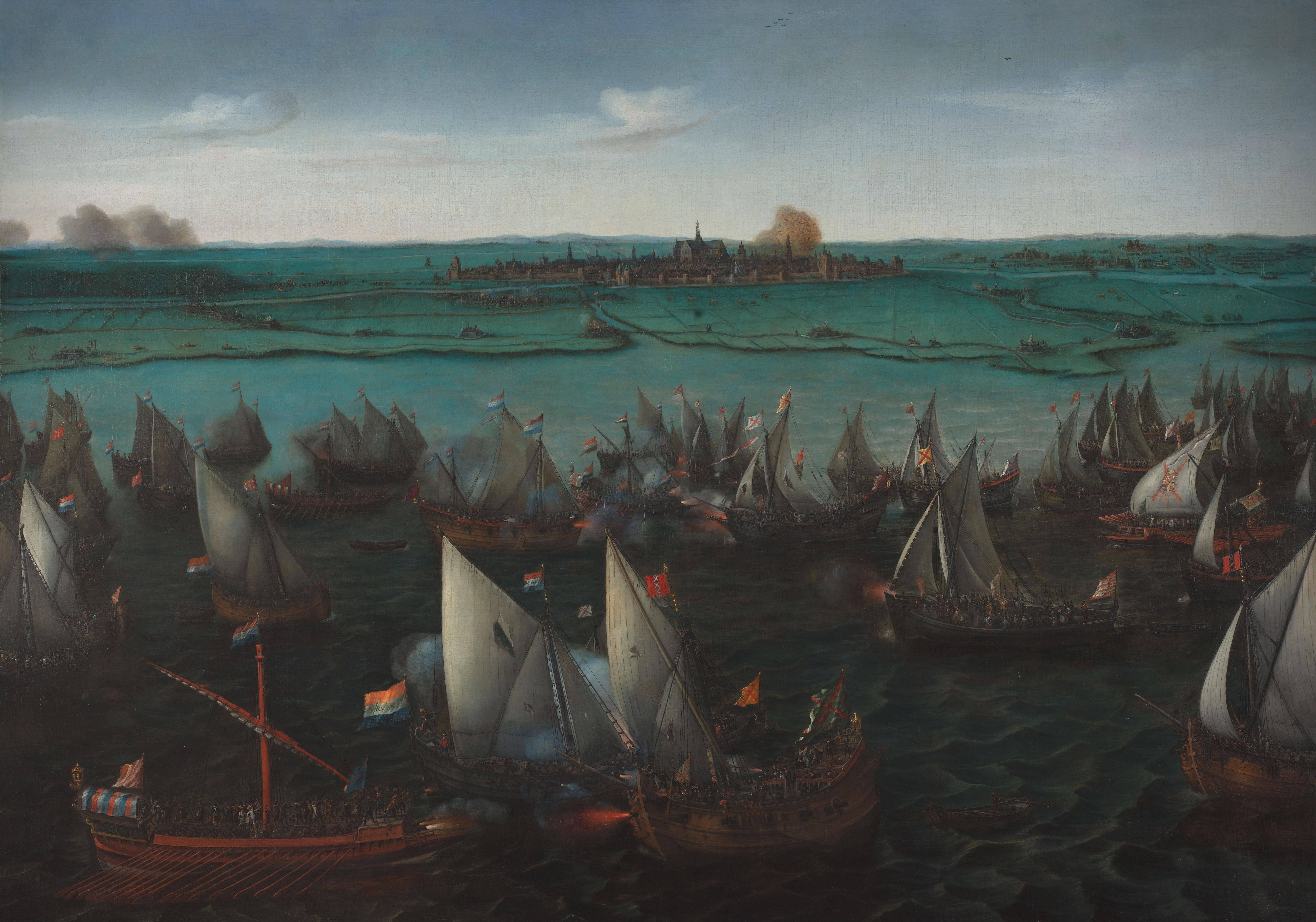
Slag op het Haarlemmermeer, 1621, Hendrick Cornelisz. Vroom.

De Slag op het Haarlemmermeer was een gevecht tussen de watergeuzen en de koningsgezinde troepen op het Haarlemmermeer. De slag vond plaats op 26 mei 1573.
De slag was een poging het Beleg van Haarlem door de 'Spanjaarden' te breken. Deze hadden hun schepen, versterkt met schepen uit het koningsgezinde Amsterdam, het Haarlemmermeer op kunnen laten varen nadat in de nacht van 4 op 5 maart 1573, op bevel van Don Frederik, de Hoogen Dijk was doorgraven. De weilanden aan de zuidzijde van Haarlem waren onder water gezet en de stad werd langs deze kant van over het water bevoorraad. Een blokkade van deze weg zou de stad tot overgave dwingen.
Eind mei 1573 had de Spaanse vloot 63 schepen op het Haarlemmermeer onder leiding van Bossu. De Hollandse geuzen hadden een vloot van meer dan honderd schepen onder leiding van admiraal Marinus Brandt. De geuzenvloot was echter slecht uitgerust en de wind stond gunstig voor de koninklijke vloot. De Hollandse vloot werd op het meer verslagen; het restant van de vloot vluchtte naar de Kaag en de Oude Wetering, waar de schepen werden opgewacht door Bossu's luitenant Francois van Boshuizen, die nog eens 21 schepen veroverde.
Twee maanden later gaf Haarlem zich over.

## Schilderij
De slag is 50 jaar later in opdracht van de burgemeester van Haarlem door de schilder Hendrick Cornelisz. Vroom uitgebeeld. Dit schilderij is op de luchthaven Schiphol tentoongesteld in de dependance van het Rijksmuseum. De naam "Slag bij Schiphol" die tijdens de tentoonstelling aan het schilderij is gegeven is wat vergezocht, aangezien slechts het uiterste puntje van de Polderbaan in het gebied ligt waar de slag heeft plaatsgevonden.